# أنبوب السجائر
أنابيب السجائر هي أوراق سجائر ملفوفة مسبقًا عادةً بوجود مرشح من الأسيتات أو الورق عند الطرف الخارجي. لديها مظهر مشابه للسجائر الجاهزة ولكنها لا تحتوي على أي تبغ أو مواد تدخين بالداخل. الطول يتراوح من ما يعرف بالحجم الملكي (٨٤ ملم) إلى (100 ملم).
ملء أنبوب السجائر يتم عادة باستخدام حاقنة السجائر (المعروفة أيضًا باسم "مطلق النار") أو باستخدام آلة التعبئة. يمكن أيضًا ملء أنبوب السجائر بشكل روسي بنمط البابيروسا القديم باستخدام آلة التعبئة. تُعرف أنابيب السجائر بشكل مخروطي بالمخاريط ويمكن ملؤها باستخدام عصا التعبئة أو القش بسبب شكلها المخروطي. يُعتبر التدخين بأنابيب مخروطية شائعًا لأنه مع مرور الوقت تزداد نكهة السجائر وتصبح أقوى. يسمح الشكل المخروطي بحرق المزيد من التبغ في البداية مقارنةً مع النهاية، مما يتيح تحقيق نكهة متجانسة.
يُعَرِّف مكتب ضريبة التبغ في الولايات المتحدة أنبوب السجائر على أنه "ورق سجائر مصنوع على شكل أسطوانة مجوفة تُستخدم في صنع السجائر."